# Efferia anza
Efferia anza är en tvåvingeart som beskrevs av Forbes 1988. Efferia anza ingår i släktet Efferia och familjen rovflugor.
Artens utbredningsområde är Kalifornien. Inga underarter finns listade i Catalogue of Life.